# Маріо Варгас Льйоса
Хо́рхе Ма́ріо Пе́дро Ва́ргас Льйо́са (ісп. Jorge Mario Pedro Vargas Llosa, вимова: [ˈmaɾjo ˈβaɾɣaz ˈʎosa]; 28 березня 1936, Арекіпа — 13 квітня 2025, Ліма, Перу) — перуанський прозаїк, драматург, есеїст, філософ, публіцист, політичний і громадський діяч, лауреат Нобелівської премії 2010 за «картографію владних структур і гостре зображення людського опору, бунту й поразки».

## Життєпис
Народився 26 березня 1936 року у місті Арекіпа в родині Ернесто Варгаса Мальдонадо (1905—1979) і Дори Льйоса Урета (1914—1995), де був єдиною дитиною.

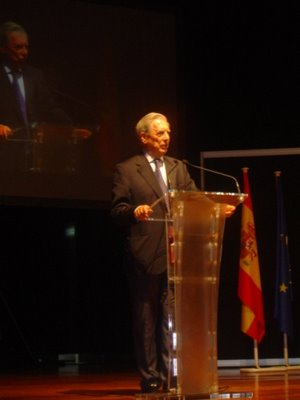
Маріо Варгас-Льйоса, 2007 рік

Невдовзі після народження хлопчика батьки розлучилися, і мати з сином переїхала у Болівію, де вони прожили наступні 9 років. Після чого повернулися на батьківщину, спочатку у провінційне містечко П'юру, через рік до Ліми. Тут батьки помирилися і знову почали жити разом. Закінчив католицьку школу, а у 1950 році — військове училище «Леонсіо Прадо». Вчився на філологічному факультеті університету Сан-Маркос.
У 1958 — отримав стипендію Мадридського університету і виїхав до Європи та США. Тривалий час жив у Британії. З 1990-х рр. — переважно в Іспанії.
Вже перший його роман «Місто і пси» (La ciudad у los perros, 1963) зробив письменника відомим, став культовою книгою для молоді.
1990 — балотувався на посаду президента Перу від партії «Демократичний фронт», але програв у другому турі Альберто Фухіморі, який згодом став диктатором і режим якого Варгас Льйоса жорстко і переважно справедливо критикував.
1993 — отримав громадянство Іспанії, не відмовляючись від перуанського — хоча був на межі втрати останнього через негативне ставлення до нього тогочасної влади Перу.
Член Іспанської королівської академії (ісп. Real Academia Española).
Політичні погляди Варгаса Льйоси еволюціонували від підтримки лівих сил до центристських і правих.
У 2022 році засудив російське вторгнення в Україну, назвавши Путіна «кровожерливим диктатором».
Маріо Варгас Льйоса помер 13 квітня 2025 року в себе вдома у Лімі в 89-річному віці від пневмонії. Прах після кремації зберігається у родини письменника.

## Маріо Варгас Льйоса в Україні
У листопаді 2014 року за сприяння посольства Іспанії Льйоса відвідав Київ та Дніпро. Він поспілкувався зі студентами КНУ ім. Шевченка, сказавши:
|  | Я дуже хотів відвідати Україну, адже мене також надзвичайно схвилював і надихнув цей рух громадянського суспільства, яке хоче покінчити з авторитарною традицією, рух суспільства, якому набрид постійний російський інтервенціонізм, якому набридла корупція. |

|  | Вірю, що тут, в Україні, відбувся героїчний подвиг в ім‘я свободи, який глибоко вразив всіх чоловіків і жінок світу, всіх хто цінує демократію, законність і свободу. |

## Творчість
Слава прийшла до Маріо Варгаса Льйоси у 1960-х, коли він написав «Місто і пси», «Зелений дім», «Розмову в Соборі». Перший роман Варгаса Льйоси «Місто і пси» («La ciudad y los perros», 1963) спричинив у Лімі скандал і був підданий осуду з боку офіційної влади, після чого книгу було заборонено і спалено. Роман показав, які безчинства дідівщини існують у перуанській армії. «Місто і пси» став культовою книгою для молодіжної читацької аудиторії СРСР (утім, російський переклад, виконаний Наталією Трауберг, мав деякі купюри в епізодах з відверто сексуальними конотаціями). У СРСР і США роман було екранізовано. Радянська кінострічка «Ягуар» була відзнята чилійським режисером Себастьяном Аларконом у 1986 році.
Далі продовжував активно творити в найрізноманітніших жанрах: комедії, детективу, історичного роману, політичного трилера. Декілька його творів було екранізовано. Зокрема, великої популярності набув кінофільм «Місто і пси» (за згаданим однойменним романом) перуанського режисера Франсіско Ломбарді.
Твори Варгаса Льйоси відображають його бачення Перу і його життєвий досвід як перуанця. З часом він поступово розширив свій діапазон і взявся за висвітлення проблем, що постають в інших частинах світу. Впродовж кар'єри змінився також його стиль — від літературного модернізму до іноді грайливого постмодернізму.
Загалом Маріо Варгас Льйоса написав понад 30 романів, есе та театральних п‘єс.

### Художні твори
- Виклик ісп. El desafío, оповідання (1957)
- Начальники ісп. Los jefes (1959)
- Місто і пси ісп. La ciudad y los perros (1963)
- Зелений дім ісп. La casa verde (1965) ісп. Premio Rómulo Gallegos
- Щенята ісп. Los Cachorros (1967)
- Розмова в соборі ісп. Conversación en La Catedral (1969)
- Панталеон і відвідувачки ісп. Pantaleón y las visitadoras (1973, екранізований 1999 (фільм транслювався під назвою «Сексназ капітана Пантохи»)
- Тітка Хулія і писака ісп. La tía Julia y el escribidor (1977)
- Війна кінця світу ісп. La guerra del fin del mundo (1981)
- Історія Майти ісп. Historia de Mayta (1984)
- Хто вбив Паломіно Молеро? ісп. ¿Quién mató a Palomino Molero? (1986)
- Оповідач ісп. El hablador (1987)
- Похвальне слово мачусі ісп. Elogio de la madrastra (1988)
- Літума в Андах ісп. Lituma en los Andes (1993). ісп. Premio Planeta
- Зошити дона Рігоберто''ісп. Los cuadernos de don Rigoberto (1997)
- Свято Цапа ісп. La Fiesta del Chivo (2000) — роман про диктатуру генерала Рафаеля Л. Трухільйо (ісп. Rafael Leónidas Trujillo) у Домініканській Республіці
- Рай на іншому розі вулиці ісп. El Paraíso en la otra esquina (2003) — роман про Поля Гогена і Флору Трістан.
- Витівки кепського дівчиська ісп. Travesuras de la niña mala (2006)
- Сон кельта ісп. El sueño del celta (2010)
- Скромний герой ісп. El Heroe Discreto (2013)
- П'ять кутів ісп. Cinco esquinas (2016)

### Есе
- ісп. Carta de batalla por Tirant lo Blanc, передмова до роману ісп. Joanot Martorell (1969)
- ісп. García Márquez: historia de un deicidio (1971)
- ісп. Historia secreta de una novela (1971)
- ісп. La orgía perpetua: Flaubert y Madame Bovary (про «Мадам Боварі» Флобера, 1975)
- Між Сартром і Камю ісп. Entre Sartre y Camus, ensayos (1981)
- Contra viento y marea. Volumen I (1962—1982) (1983)
- La suntuosa abundancia, ensayo sobre Fernando Botero (1984)
- Contra viento y marea. Volumen II (1972—1983) (1986)
- ісп. Contra viento y marea. Volumen III (1964—1988) (1990)
- ісп. La verdad de las mentiras: Ensayos sobre la novela moderna (1990)
- Carta de batalla por Tirant lo Blanc (1991)
- Un hombre triste y feroz, ensayo sobre ісп. George Grosz (1992)
- Desafíos a la libertad (1994)
- La utopía arcaica. José María Arguedas y las ficciones del indigenismo (1996)
- Cartas a un novelista (1997)
- El lenguaje de la pasión (2001)
- ісп. La tentación de lo imposible, нарис про «Знедолених» Віктора Гюго (2004)

### Театральні п'єси
- La huida del inca (1952)
- La señorita de Tacna (1981)
- Kathie y el hipopótamo (1983)
- La Chunga (1986)
- El loco de los balcones (1993)
- Ojos bonitos, cuadros feos (1996)
- Odiseo y Penélope, teatro (2007)

### Автобіографія
- ісп. El pez en el agua (1993)

### Фільми
- Панталеон і відвідувачки (ісп. Pantaleón y las visitadoras) (1975)

## Видання творів українською мовою
- Окремі публікації (варіант імені автора наведений так як у публікації):
  - Маріо Варгас Льоса. Зелений дім: Роман / Перекл. з ісп. та післям. Ю. Покальчука. – Київ: Видавництво художньої літератури «Дніпро», 1988 (Серія «Зарубіжна проза ХХ століття»)
  - Маріо Варґас Льоса. Витівки кепського дівчиська. — Харків: Фоліо, 2010. — 480 с. [Архівовано 7 березня 2018 у Wayback Machine.]
  - Маріо Варґас Льоса. Сон кельта: Роман / Пер. з ісп. В. Шовкуна. — Х.: Фоліо, 2012.[35]
  - Маріо Варґас Льйоса. Скромний герой: Роман / Перекл. з іспан. Сергія Борщевського. — Харків: Фоліо, 2014. — 479 с.
  - Маріо Варгас Льйоса. Хто вбив Паломіно Молеро? — К. : Видавництво Анетти Антоненко, 2016. — 144 с. / Переклад Сергія Борщевського, Лева Олевського.
  - Маріо Варґас Льйоса. Поклик племені. — К.: Видавництво Анетти Антоненко, 2022. — 272 с. ISBN 9786177654796 / Переклад Галини Грабовської
- Публікації у журналах та збірках:
  - оповідання «Гість» (Всесвіт, 1976, № 2);
  - повість «Щенята» у зб. «Сучасна латиноамериканська повість» (1978);
  - роман «Хто вбив Паломіно Молеро?» (Всесвіт, 1988, № 8).
- Статті:
  - Маріо Варґас Льйоса. Епоха штукарів. — «Збруч», 2017 [Архівовано 10 серпня 2017 у Wayback Machine.]. Переклала Галина Грабовська
  - Маріо Варґас Льйоса. «Коротке слово про культуру». — «Збруч», 2017 [Архівовано 12 серпня 2017 у Wayback Machine.]. Переклала Галина Грабовська